# Elecciones municipales de Tacna de 2002
Las elecciones municipales de Tacna de 2002 se llevaron a cabo el 17 de noviembre de 2002 para elegir al alcalde y al Concejo Provincial de Tacna para el periodo 2003-2006. La elección se celebró simultáneamente con elecciones regionales y municipales (provinciales y distritales) en todo el Perú.

## Sistema electoral
La Municipalidad Provincial de Tacna es el órgano administrativo y de gobierno de la provincia de Tacna. Está compuesta por el alcalde y el Concejo Provincial.
La votación del alcalde y el concejo se realiza en base al sufragio universal, que comprende a todos los ciudadanos nacionales mayores de dieciocho años, empadronados y residentes en la provincia de Tacna y en pleno goce de sus derechos políticos, así como a los ciudadanos no nacionales residentes y empadronados en la provincia de Tacna.
El Concejo Provincial de Tacna está compuesto por 11 regidores elegidos por sufragio directo para un período de cuatro (4) años, en forma conjunta con la elección del alcalde (quien lo preside). La votación es por lista cerrada y bloqueada. Se asigna a la lista ganadora los escaños según el método d'Hondt o la mitad más uno, lo que más le favorezca.

## Composición del Concejo Provincial de Tacna
La siguiente tabla muestra la composición del Concejo Provincial de Tacna antes de las elecciones.
| Partidos | Partidos                                                 | Regidores |
| -------- | -------------------------------------------------------- | --------- |
|          | Lista Independiente Movimiento Independiente Tacna Unida | 7         |
|          | Lista Independiente Fuerza y Desarrollo                  | 2         |
|          | Lista Independiente Somos Tacna                          | 1         |
|          | Movimiento Independiente Vamos Vecino                    | 1         |

## Partidos y candidatos
A continuación se muestra una lista de los principales partidos y alianzas electorales que participaron en las elecciones:
| Candidatura | Candidatura | Partidos y alianzas | Candidatos | Candidatos                           | Ideología                                               | Resultado previo | Resultado previo | Ref. |
| Candidatura | Candidatura | Partidos y alianzas | Candidatos | Candidatos                           | Ideología                                               | Votos (%)        | Reg.             | Ref. |
| ----------- | ----------- | --- | ---------- | ------------------------------------ | ------------------------------------------------------- | ---------------- | ---------------- | ---- |
|             | SP          | Lista - Somos Perú (SP) |            | Francisco Peñaloza Riega             | Democracia cristiana Conservadurismo social             | 7.84%            | 0                |      |
|             | APRA        | Lista - Partido Aprista Peruano (APRA) |            | Carlos Hurtado Chiang                | Aprismo                                                 | 2.26%            | 0                |      |
|             | AP          | Lista - Acción Popular (AP) |            | Fortunato Lara Landívar              | Humanismo Nacionalismo cívico Reformismo                | Nuevo            | Nuevo            |      |
|             | PP          | Lista - Perú Posible (PP) |            | Héctor Liendo Alcázar                | Socioliberalismo Democracia liberal Tercera vía         | Nuevo            | Nuevo            |      |
|             | UN          | Lista - Unidad Nacional (UN) – Partido Popular Cristiano (PPC) – Solidaridad Nacional (SN) – Renovación Nacional (RN) – Cambio Radical (CR) |            | Luis Torres Robledo                  | Democracia cristiana Conservadurismo Neoliberalismo     | Nuevo            | Nuevo            |      |
|             | MNI         | Lista - Movimiento Nueva Izquierda (MNI) |            | Luis Vela Moscoso                    | Marxismo-leninismo Mariateguismo Socialismo democrático | Nuevo            | Nuevo            |      |
|             | RA          | Lista - Renacimiento Andino (RA) |            | Jacinto Gómez Mamani                 | Indigenismo Plurinacionalismo Socialdemocracia          | Nuevo            | Nuevo            |      |
|             | RD          | Lista - Reconstrucción Democrática (RD) |            | Víctor Pérez Centeno                 | Humanismo                                               | Nuevo            | Nuevo            |      |
|             | AxT         | Lista - Alianza por Tacna (AxT) |            | Manuel Viacava Menéndez              | Regionalismo tacneño                                    | Nuevo            | Nuevo            |      |
|             | TH          | Lista - Tacna Heroica (TH) |            | Luisa Lombardi Vargas de Stolzembach | Regionalismo tacneño                                    | Nuevo            | Nuevo            |      |
|             | TCT         | Lista - Todos con Tacna (TCT) |            | Orlando de Marzo Ciccia              | Regionalismo tacneño                                    | Nuevo            | Nuevo            |      |
|             | DyD         | Lista - Descentralización y Desarrollo (DyD)                                                                                                |            | Dany Salas Ríos                      | Regionalismo tacneño                                    | Nuevo            | Nuevo            |      |
|             | IND         | Lista - Lista Independiente N° 1 Frente Tacneñista                                                                                          |            | Jorge Flores Torres                  | Localismo tacneño                                       | Nuevo            | Nuevo            |      |
|             | IND         | Lista - Lista Independiente N° 3 Movimiento Independiente Tacna en Acción                                                                   |            | Fidel Carita Monroy                  | Localismo tacneño                                       | Nuevo            | Nuevo            |      |

## Resultados

### Sumario general
| |                                                                   |              |              |              |           |           |  |  |
| Partidos y coaliciones                                                                                              | Partidos y coaliciones                                            | Voto popular | Voto popular | Voto popular | Regidores | Regidores |  |  |
| Partidos y coaliciones                                                                                              | Partidos y coaliciones                                            | Votos        | %            | ±pp          | Total     | +/−       |  |  |
| | Renacimiento Andino (RA)                                          | 18,744       | 16.33        | Nuevo        | 7         | +7        |  |  |
| | Unidad Nacional (UN)                                              | 18,141       | 15.81        | Nuevo        | 1         | +1        |  |  |
| | Lista Independiente N° 1 Frente Tacneñista                        | 16,299       | 14.20        | n/a          | 1         | +1        |  |  |
| | Partido Aprista Peruano (APRA)                                    | 13,152       | 11.46        | +9.20        | 1         | +1        |  |  |
| | Descentralización y Desarrollo (DyD)                              | 12,229       | 10.65        | Nuevo        | 1         | +1        |  |  |
| | Lista Independiente N° 3 Movimiento Independiente Tacna en Acción | 11,309       | 9.85         | n/a          | 0         | ±0        |  |  |
| | Alianza por Tacna (AxT)                                           | 7,216        | 6.29         | Nuevo        | 0         | ±0        |  |  |
| | Tacna Heroica (TH)                                                | 4,927        | 4.29         | Nuevo        | 0         | ±0        |  |  |
| | Perú Posible (PP)                                                 | 4,798        | 4.18         | Nuevo        | 0         | ±0        |  |  |
| | Todos con Tacna (TCT)                                             | 3,122        | 2.72         | Nuevo        | 0         | ±0        |  |  |
| | Somos Perú (SP)1                                                  | 1,965        | 1.71         | –6.13        | 0         | ±0        |  |  |
| | Movimiento Nueva Izquierda (MNI)                                  | 1,136        | 0.99         | Nuevo        | 0         | ±0        |  |  |
| | Acción Popular (AP)                                               | 945          | 0.82         | n/a          | 0         | ±0        |  |  |
| | Reconstrucción Democrática (RD)                                   | 795          | 0.69         | Nuevo        | 0         | ±0        |  |  |
| |                                                                   |              |              |              |           |           |  |  |
| Total | Total                                                             | 114,778      |              |              | 11        | ±0        |  |  |
| |                                                                   |              |              |              |           |           |  |  |
| Votos válidos | Votos válidos                                                     | 114,778      | 88.61        | –4.03        |           |           |  |  |
| Votos en blanco | Votos en blanco                                                   | 6,240        | 4.82         | +2.44        |           |           |  |  |
| Votos nulos | Votos nulos                                                       | 8,508        | 6.57         | +1.59        |           |           |  |  |
| Votos emitidos | Votos emitidos                                                    | 129,526      | 90.59        | +2.24        |           |           |  |  |
| Abstenciones | Abstenciones                                                      | 13,453       | 9.41         | –2.24        |           |           |  |  |
| Votantes registrados                                                                                                | Votantes registrados                                              | 142,979      |              |              |           |           |  |  |
| |                                                                   |              |              |              |           |           |  |  |
| Fuente: |                                                                   |              |              |              |           |           |  |  |
| Notas al pie: 1 Comparado con los resultados de Movimiento Independiente Somos Perú (SP) en las elecciones de 1998. |                                                                   |              |              |              |           |           |  |  |
| Notas al pie: |                                                                   |              |              |              |           |           |  |  |
| 1 Comparado con los resultados de Movimiento Independiente Somos Perú (SP) en las elecciones de 1998.               |                                                                   |              |              |              |           |           |  |  |

## Elecciones municipales distritales

### Resultados por distrito
La siguiente tabla enumera el control de los distritos de la provincia de Tacna. El cambio de mando de una organización política se resalta del color de ese partido.
| Distrito                             | Alcalde(sa) titular                                        | Partido político                                           | Partido político                                           | Alcalde(sa) electo(a)     | Partido político | Partido político        |
| ------------------------------------ | ---------------------------------------------------------- | ---------------------------------------------------------- | ---------------------------------------------------------- | ------------------------- | ---------------- | ----------------------- |
| Alto de la Alianza                   | Jacinto Gómez Mamani                                       |                                                            | Vamos Vecino                                               | Víctor Gandarillas Chávez |                  | Tacna Heroica           |
| Calana                               | Edgar Gamero López                                         |                                                            | Unidad y Experiencia                                       | Juan Ramos Arocutipa      |                  | Alianza por Tacna       |
| Ciudad Nueva                         | Mario Gómez Chata                                          |                                                            | Vamos Vecino                                               | Edgar Ticona Ramírez      |                  | Reconstrucción Vecinal  |
| Coronel Gregorio Albarracín Lanchipa | Creación del distrito (Ley N° 27415, 2 de febrero de 2001) | Creación del distrito (Ley N° 27415, 2 de febrero de 2001) | Creación del distrito (Ley N° 27415, 2 de febrero de 2001) | Víctor Cabrera Zolla      |                  | Partido Aprista Peruano |
| Inclán                               | Manuel Salazar Yáñez                                       |                                                            | Pueblo Unidos                                              | José Chávez Rejas         |                  | Perú Posible            |
| Pachía                               | Eleuterio Urure Robles                                     |                                                            | Vamos Vecino                                               | Mauricio Maquera Llanque  |                  | Perú Posible            |
| Palca                                | Floro Husnayo Ayca                                         |                                                            | Vamos Vecino                                               | Floro Husnayo Ayca        |                  | Unidad Nacional         |
| Pocollay                             | Marcial Torres Laura                                       |                                                            | Unión Pocollay                                             | Ángel Huanca Jarecca      |                  | Frente Tacneñista       |
| Sama                                 | Wilson Bertolotto Ticona                                   |                                                            | Fuerza y Desarrollo                                        | Wilson Bertolotto Ticona  |                  | Unidad Nacional         |